# Sunken Rocks
Sunken Rocks è un film muto del 1919 prodotto e diretto da Cecil M. Hepworth.

## Trama
Un medico fa in modo che la morte di un ubriacone passi per omicidio, così da poter sposarne la vedova.

## Produzione
Il film fu prodotto dalla Hepworth.

## Distribuzione
Distribuito dalla Butcher's Film Service, il film uscì nelle sale cinematografiche britanniche nell'agosto 1919. Venne distribuito negli Stati Uniti dalla Burr Nickle Productions nel maggio 1923.
Si pensa che sia andato distrutto nel 1924 insieme a gran parte degli altri film della Hepworth. Il produttore, in gravissime difficoltà finanziarie, pensò in questo modo di poter almeno recuperare l'argento dal nitrato delle pellicole.